# Irene Lanza
Irene Lanza (Pinerolo, 13 settembre 2000) è una ginnasta italiana, vicecampionessa italiana al volteggio 2018.
Dal 2018 fa inoltre parte della squadra nazionale, ha partecipato ai Campionati mondiali di Doha 2018.
Si allena all'accademia nazionale di Milano sotto la guida dei tecnici Paolo Bucci e Tiziana Di Pilato.

## Carriera

### 2016: Serie A2
L'esordio di Irene Lanza avviene nella serie A2 2016 con la società Reale Torino, nella prima tappa a Rimini risulta la miglior individualista della sua squadra, sui vari attrezzi ottiene 13,500 a volteggio, 11,250 a parallele, 10,900 alla trave e 13,200 al corpo libero.
Partecipa poi alla seconda tappa di Serie A2 ad Ancona compete solo su tre attrezzi: parallele, trave e corpo libero, dove ottiene rispettivamente 11,500, 12,200 e 12,850.
Nella terza tappa a Roma non compete alla trave, ma svolge comunque delle ottime prestazioni, aiutando la sua squadra a non retrocedere in Serie B.

### 2017: Serie A2, Campionati italiani Gold
Partecipa alla prima tappa di Serie A2 con la sua società (Ginnastica Reale di Torino), ed ottiene 12,700 al volteggio e 12,250 alle parallele, non compete invece sugli altri attrezzi.
Nella seconda tappa di Serie A2, Irene Lanza compete nuovamente su tutti gli attrezzi ed ottiene 13,400 a volteggio, 12,650 alle parallele, 11,100 al volteggio e 11,550 al corpo libero, la sua squadra si classifica in sesta posizione.
Nella terza tappa di Serie A2 Lanza svolge ancora una volta l'all-around e risulta essere la terza miglior individualista dopo Clara Colombo e Sara Ricciardi, ottiene 13,300 (volteggio), 12,300 (parallele), 11,800 (trave), 12,350 (corpo libero), ottiene la medaglia di bronzo con la sua squadra.
Viene selezionata per i campionati italiani Gold nella categoria senior 1, si classifica in settima posizione nell'all-around ed ottiene la final al corpo libero dove si classifica in quarta posizione preceduta da Desiree Carofiglio, Clara Colombo e Martina Maggio.
Partecipa infine alla quarta e ultima tappa di Serie A2 dove ottiene 13,300 al volteggio, 12,650 alle parallele, 11,350 alla trave e 11,900 al corpo libero, aiutando così la sua squadra a raggiungere la quinta posizione.

### 2018: Serie A, Campionati italiani Gold, Assoluti, Mondiali
Nel 2018 Irene Lanza decide di trasferirsi a Milano per allenarsi a tempo pieno all'Accademia Nazionale, rimane comunque tesserata per la sua società di origine con la quale continua a competere in Serie A.
Nella prima tappa di Serie A aiuta la sua squadra (che quest'anno comprende anche la compagna di allenamenti Desiree Carofiglio) a raggiungere la settima posizione.
Partecipa poi alla seconda tappa di Serie A ad Assago e alla terza a Torino, in quest'ultima vince con la sua squadra la medaglia di bronzo.
Partecipa per il secondo anno consecutivo ai campionati italiani Gold, questa volta nella categoria senior 2. Nella prima giornata di gare vince la medaglia d'oro nel concorso generale individuale precedendo Clara Colombo e Sara Ricciardi, si qualifica per tutte le finali di specialità. Nella seconda giornata di gare ottiene la quinta posizione al volteggio, oltre a vincere tre argenti a parallele, trave e corpo libero.
Viene selezionata per i campionati italiani assoluti di Riccione dove si classifica undicesima nell'all-around, e si qualifica per la finale al volteggio del giorno successivo, dove poi vince la medaglia d'argento con la media di 13,750 punti diventando vice campionessa italiana, dietro a Sofia Busato e precedendo Sara Ricciardi e Camilla Campagnaro.
Viene poi chiamata per un incontro amichevole premondiale in Germania con Martina Basile, Martina Rizzelli, Caterina Cereghetti, Sara Ricciardi e Lara Mori. La squadra italiana vince la medaglia d'argento dietro alle padrone di casa e precedendo Svizzera e Francia, inoltre le italiane risultano essere le migliori a volteggio e corpo libero.
Irene Lanza viene poi selezionata per i Campionati mondiali di ginnastica artistica 2018 a Doha in Qatar, con le stesse compagne dell'amichevole in Germania. La formazione dell'Italia non è quella di punta, ma le ginnaste presenti non hanno effettuato una vera e propria preparazione in vista del Mondiale durante tutto l'anno, poiché una serie di infortuni a ridosso dell'evento escludono dalla competizione alcune ginnaste di punta: Desiree Carofiglio durante gli allenamenti si rompe il legamento crociato; Giada Grisetti prima del campionato europeo si rompe il gomito, il periodo di recupero è troppo lungo per poter essere in forma per i Mondiali; Caterina Cereghetti nonostante parta per i Mondiali, in un allenamento a Doha si rompe il braccio; Francesca Linari durante un allenamento al corpo libero si rompe la tibia; Sofia Busato si rompe il legamento crociato durante il campionato europeo e Martina Maggio si infortuna al ginocchio prima dell'europeo.
La squadra italiana prova comunque a figurare il meglio possibile, Irene Lanza esegue l'all-around, al volteggio esegue un avvitamento e mezzo ma cade in fase di atterraggio ottenendo 12,566, alle parallele ottiene 12,100, alla trave 12,766 e al corpo libero 12,666. La squadra italiananon riesce ad accedere alla finale a squadre, ma ottiene comunque la dodicesima posizione.

### 2019: Serie A, Bundesliga, Assoluti
Nel 2019 partecipa alla Serie A, la sua squadra retrocede però in A2.
Viene poi selezionata per la Bundesliga, vince l'all-around della second league, gareggiando per la squadra del Berkheim, aiutando la squadra a vincere la medaglia d'argento.

### 2020: Serie A2
Partecipa alla prima tappa di serie A2 a Firenze, dove è la miglior individualista, ottiene 13,800 a volteggio, 14,100 alle parallele, 11,350 alla trave e 12,850 al corpo libero. Vince così la medaglia d'oro con il suo team.
Partecipa poi alla seconda tappa di Serie A2 , con le compagne Fabiana Lovato, Irene Malerba, Priscilla Irico, Martina Griotti e Michele Fasolato. Ottiene 13,550 a volteggio, 12,250 alle parallele, 12,350 alla trave e 3,450 al corpo libero.